# Stazione di Morolo
La stazione di Morolo è una stazione ferroviaria posta sulla linea Roma-Napoli via Cassino. È gestita da RFI, ed è al servizio del territorio comunale di Morolo.

## Storia
La stazione è stata inaugurata dopo il 1876